# Fortville (Indiana)
Fortville es un pueblo ubicado en el condado de Hancock en el estado estadounidense de Indiana. En el Censo de 2010 tenía una población de 3929 habitantes y una densidad poblacional de 508,55 personas por km².

## Geografía

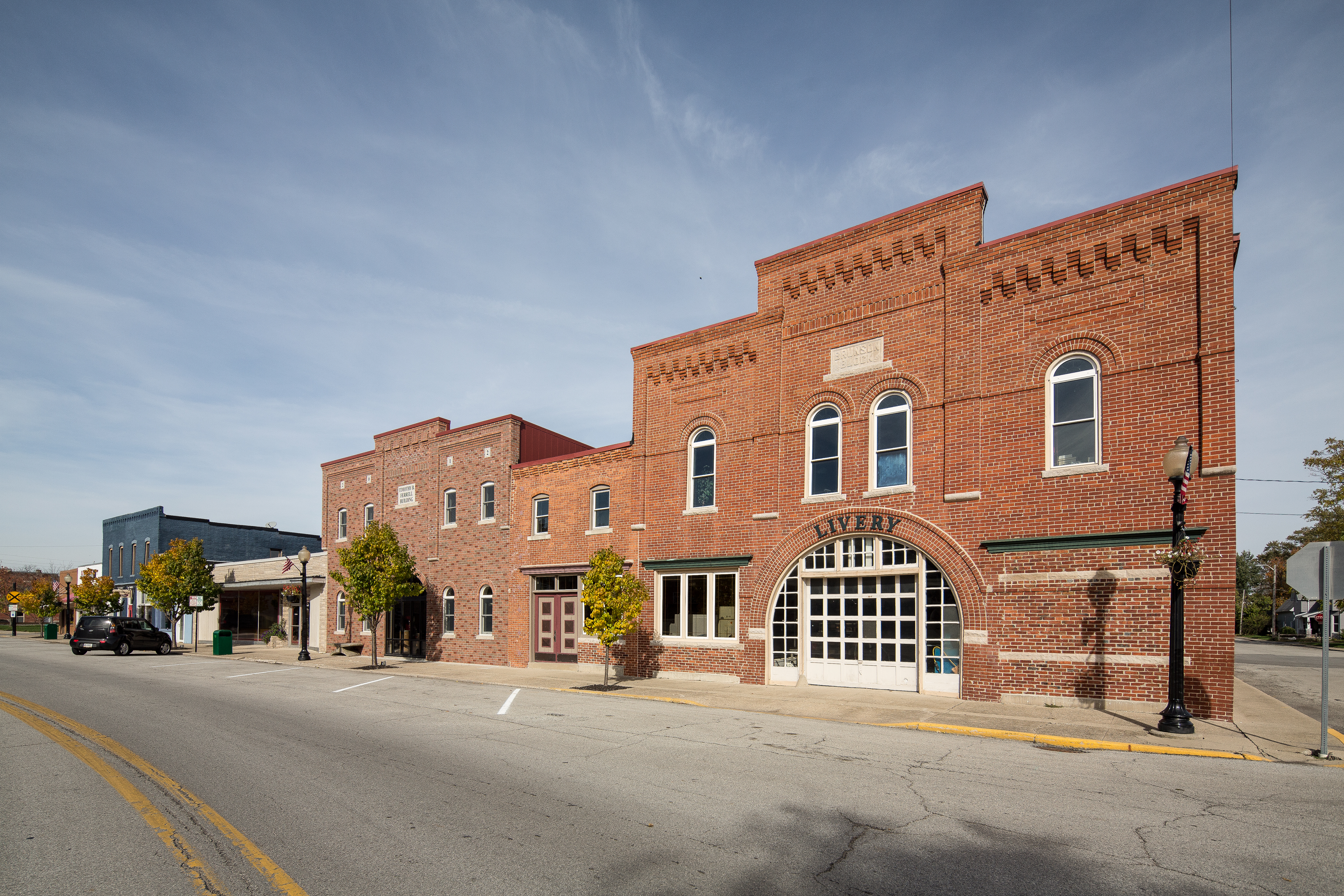
Fortville, Indiana

Fortville se encuentra ubicado en las coordenadas 39°55′24″N 85°50′44″O / 39.92333, -85.84556. Según la Oficina del Censo de los Estados Unidos, Fortville tiene una superficie total de 7.73 km², de la cual 7.71 km² corresponden a tierra firme y (0.23%) 0.02 km² es agua.

## Demografía
Según el censo de 2010, había 3929 personas residiendo en Fortville. La densidad de población era de 508,55 hab./km². De los 3929 habitantes, Fortville estaba compuesto por el 96.16% blancos, el 1.3% eran afroamericanos, el 0.25% eran amerindios, el 0.13% eran asiáticos, el 0% eran isleños del Pacífico, el 0.87% eran de otras razas y el 1.3% pertenecían a dos o más razas. Del total de la población el 2.27% eran hispanos o latinos de cualquier raza.